# Comissions Obreres del País Valencià
Comissions Obreres del País Valencià (CCOO del País Valencià) és una organització sindical valenciana que pertany a la Confederació Sindical de Comissions Obreres. L'any 2016 tenia 98.557 persones afiliades, destacant les federacions d'indústria i serveis a la ciutadania.

## Història
L'11 de desembre de 1966, en plena dictadura franquista, té lloc a València la reunió fundacional de CCOO, a l'antiga seu del centre cultural Lo Rat Penat, situada a la Plaça de Manises. En aquella reunió, hi van assistir unes 70 persones, entre les quals destacaven alguns obrers electes en les eleccions sindicals d'aquell any, com José Linares (del tèxtil d'Alcoi), Miguel Lluch (de l'empresa Altos Hornos del Port de Sagunt) o Marina Carceller (de la Yutera de Foios).
Una de les primeres accions públiques d'aquell grup fundacional, fou la convocatòria de la manifestació de l'1 de maig del 1967. Aquell any, unes 300 persones es van manifestar pels carrers de València, en la primera manifestació obrera d'aquelles característiques a la ciutat, des del 1939. La manifestació va ser durament reprimida per la policia armada, amb un total de 23 detencions i diverses denúncies per tortura.
Aquest grup fundacional es va mantenir fins al 9 de novembre de 1968, quan la Brigada Político-social franquista de València va donar l'ordre de desarticular CCOO del País Valencià i van detenir 36 treballadors. L'octubre de 1970, un nou sumari detindria a 16 treballadors de diferents empreses del metall. En ambdós casos, els treballadors també van denunciar brutals tortures per part de la policia.
A partir d'aleshores, la conflictivitat social i laboral va anar en augment. Durant els anys abans i després de la mort del dictador Francisco Franco, es succeïen les vagues en els diferents sectors, destacant la vaga general del 1974 a Alcoi, que va aconseguir el tancament de 300 fàbriques (majoritàriament del sector del tèxtil) i conseqüentment, millores salarials. L'any 1976, es calcula que 189.000 persones van participar en vagues a tot el País Valencià. En els diferents sectors i arreu del territori com la vaga de transports a la ciutat de València o diferents vagues de neteja, infermeria o tèxtil i calçat. En aquestes vagues cal destacar la important presència i protagonisme de dones, en sectors clarament feminitzats.

## Secretaris generals
1. Antonio Montalbán Gámez (1978-1996)
2. Joan Sifre Martínez (1996-2009)
3. Paco Molina Balaguer (2009-2017)
4. Arturo León López (2017-2021)
5. Ana María García Alcolea (2021-actualitat)